# Stanton (Tennessee)
Pour les articles homonymes, voir Stanton.
Stanton est une municipalité américaine située dans le comté de Haywood au Tennessee.
Selon le recensement de 2010, Stanton compte 452 habitants. La municipalité s'étend sur 0,51 mille carré (1,32 km2).
Dans les années 1830, le Memphis and Ohio Railroad arrive sur les terres de Joseph Blackwell Stanton et y fonde une gare, Stanton Depot. Les habitants du bourg voisin de Wesley, délaissé par le chemin de fer, s'y implantent en 1856 et Wesley devient une ville fantôme.